# Denison (Iowa)
Denison es una ciudad situada en el condado de Crawford, del que es además su capital, en el estado de Iowa, Estados Unidos. Según el censo de 2010 tenía una población de 8.298 habitantes.

## Geografía

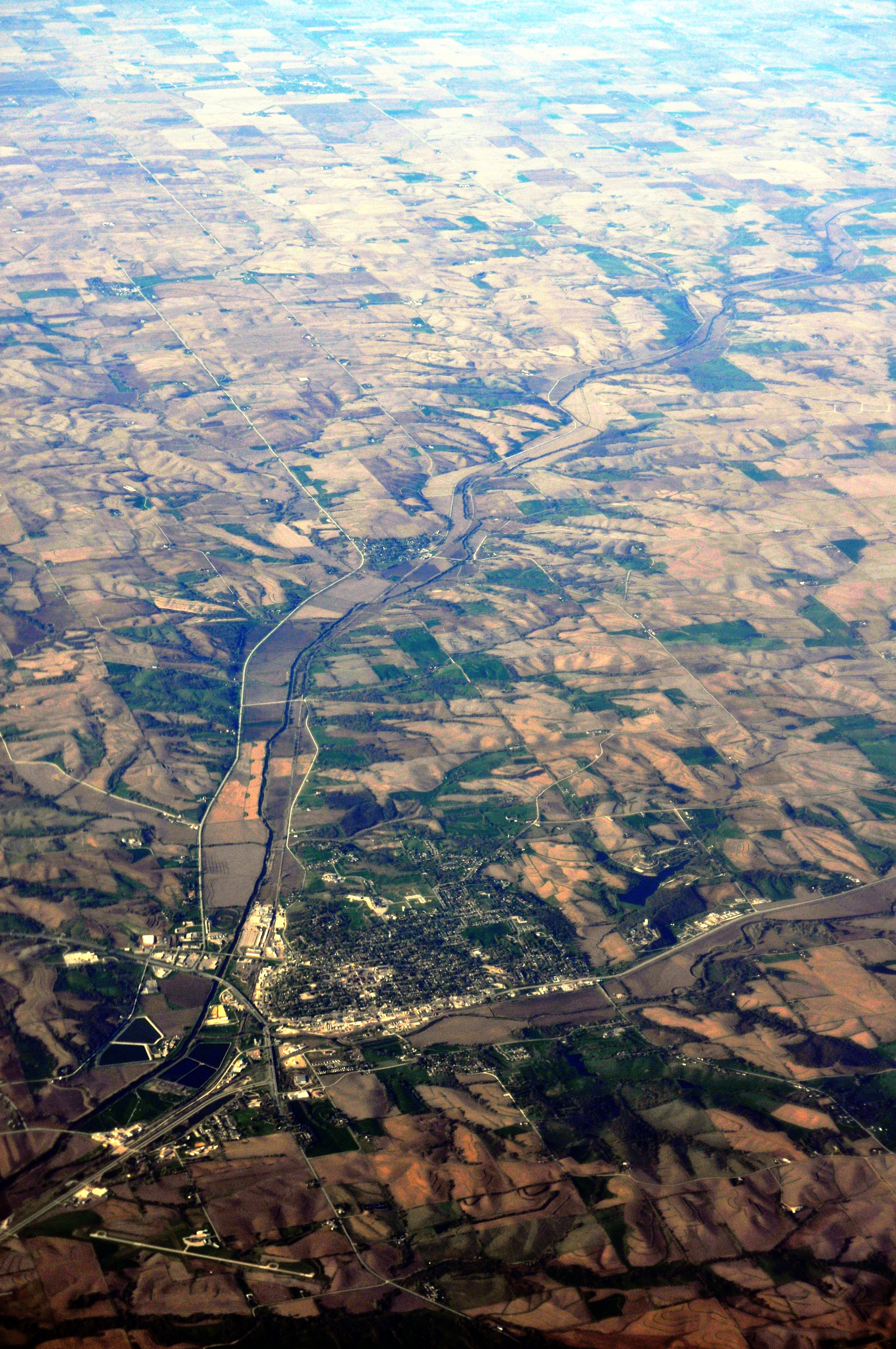
Vista aérea de la ciudad de Denison.

Según la Oficina del Censo de los Estados Unidos, la localidad tiene un área total de 17,04 km², de los cuales 16,95 km² corresponden a tierra firme y el restante 0,09 km² a agua, que representa el 0,53% de la superficie total de la localidad.

## Demografía
Según el censo de 2010, había 8.298 personas residiendo en la localidad. La densidad de población era de 486,97 hab./km². Había 2.968 viviendas con una densidad media de 174,18 viviendas/km². El 70,63% de los habitantes eran blancos, el 2,29% afroamericanos, el 0,55% amerindios, el 1,01% asiáticos, el 0,18% isleños del Pacífico, el 23,02% de otras razas, y el 2,31% pertenecía a dos o más razas. El 42,06% de la población eran hispanos o latinos de cualquier raza.